# Хистриони
Хистрионите (на латински: histriō - актьор, изпълнител) са странстващи актьори в Европа през Ранното Средновековие, както и в Древен Рим.
Изкуството им е базирано на селските нрави и обичаи и се изразява чрез разказване, пеене, музика, акробатика, дресировка и други. В отделните страни са наричани различно: във Франция - жонгльори, в Италия - мими, в Германия - шпилмани, в Испания - хугляри, в Полша - франки, в Русия - скоморохи.
Хистриони са наричали и актьорите, изпълнявали комедийни сцени в Древен Рим, които произлизат от ниските слоеве на обществото или са роби.